# Circonscriptions électorales du Luxembourg
Pour les autres articles nationaux ou selon les autres juridictions, voir circonscription électorale.
Les circonscriptions électorales luxembourgeoises sont les territoires au sein desquels sont organisées les différentes élections.

## Les différentes circonscriptions électorales

### Élections communales
Les conseillers communaux sont élus dans le cadre de la commune, au nombre de 100 depuis 2023.

### Élections législatives
- Sud : 23 sièges
- Est : 7 sièges
- Centre : 21 sièges
- Nord : 9 sièges

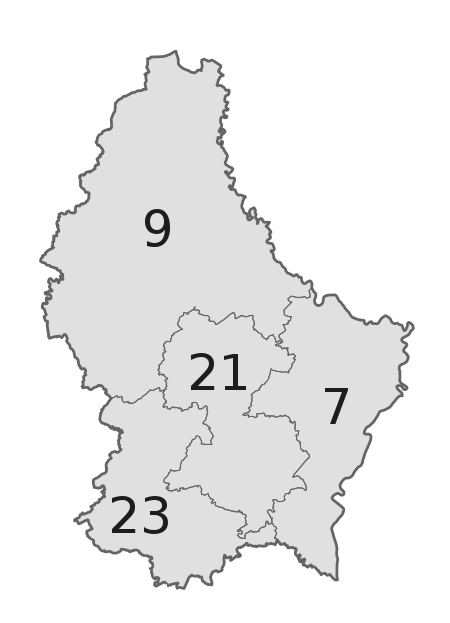
Nombre de sièges par circonscriptions :

Les députés de la Chambre des députés sont élus à travers quatre circonscriptions électorales découpées en fonction des cantons. En conséquence, les circonscriptions ont des populations très différentes, de sorte que chacune choisit un nombre différent de députés, en fonction de la répartition de la population nationale. Le découpage actuel date de 1919, jusqu'à cette date les circonscriptions électorales correspondaient aux cantons, sauf celui de Luxembourg qui était divisé en deux cantons électoraux : Luxembourg-Ville (comprenant la capitale) et Luxembourg-Campagne (comprenant le reste du canton).
Les quatre circonscriptions sont :
1. Circonscription Sud, qui a pour chef-lieu Esch-sur-Alzette, comprenant les cantons de Esch-sur-Alzette et de Capellen : 23 députés ;
2. Circonscription Est, qui a pour chef-lieu Grevenmacher, comprenant les cantons de Grevenmacher, Remich et Echternach : 7 députés ;
3. Circonscription Centre, qui a pour chef-lieu Luxembourg, comprenant les cantons de Luxembourg et Mersch : 21 députés ;
4. Circonscription Nord, qui a pour chef-lieu Diekirch, comprenant les cantons de Diekirch, Redange, Wiltz, Clervaux et Vianden : 9 députés.

### Élections européennes et référendums
Pour l'élection des députés au Parlement européen et les référendums, le pays est organisé en une unique circonscription électorale.